# 西港 (馬里蘭州)
西港（英語：Westernport）是美國馬里蘭州阿利根尼縣沿乔治溪谷的一個城镇，是坎伯蘭，MD-WV都會統計區的一部分。 2010年人口普查时的人口为1,888人。